# Sanzay
Sanzay è un comune francese di 243 abitanti situato nel dipartimento delle Deux-Sèvres nella regione dell'Aquitania-Limosino-Poitou-Charentes.
A seguito della fusione con i comuni di Boësse e Argenton-Château dal 1º settembre 2006 forma il comune di Argenton-les-Vallées.